# リラン島
リラン島（リランとう、インドネシア語: Pulau Liran）はウェタル島の南西沖に浮かぶ小島。 南西には、東ティモール領のアタウロ島がある。マルク州に属し、バラット・ダヤ諸島の最西に位置する。ティモールの首都ディリより約75km北北東にある。周囲を珊瑚礁に囲まれている。人口は少なく、主に島の南端の灯台のある小さな村に住んでいる。言語はウェタル語。灯台は1903年に建てられ、40秒毎に光って海の安全を守っている。